# Leadville Trail 100

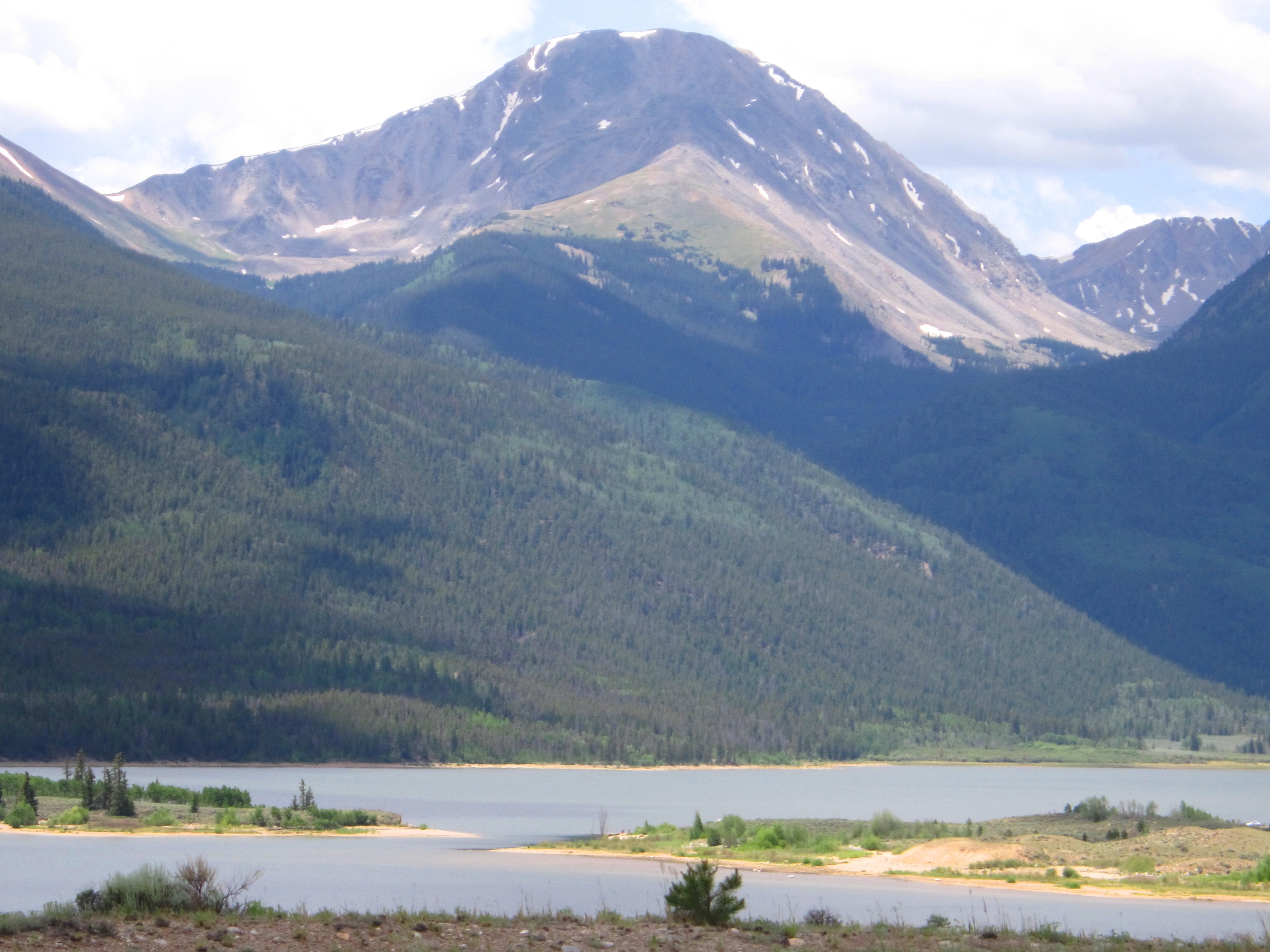
Vue sur le mont Hope (4249 mètres)

Le Leadville Trail 100 Run, The Race Across The Sky ou LT100 est une course à pied d'ultra-trail, sur une distance de 100 milles (160 kilomètres), organisée chaque année depuis 1983 près de Leadville, au Colorado (États-Unis), sur un parcours de sentiers de forêt et chemins de montagne, au cœur des montagnes Rocheuses. C'est l'un des évènements de trail les plus célèbres aux États-Unis et dans le monde.

## Parcours
Le parcours est une boucle comprenant des montées et descentes pour un dénivelé total d'environ 4 800 mètres, à une altitude variant de 2800 à 3850 mètres (Hope Pass). En général, moins de la moitié des participants termine la course dans la limite des 30 heures. Les pacers (coureurs d'assistance) sont autorisés à partir du 50e mille.
Le LT100 fait partie de 7 courses à pied et à vélo tout terrain des Leadville Race Series.

## Histoire et records
Au début des années 1980, le président du Colorado Ultra Club, Jim Butera, eut l'idée de créer une course de 100 miles dans le Colorado. Suite au manque d'intérêt de Aspen et Vail, Butera a trouvé le soutien du commissaire du comté de Lake, Ken Chlouber, pour organiser l'événement à Leadville afin d'attirer des visiteurs après à la fermeture de la mine de molybdène Climax. Butera conçut le parcours et la première course eut lieu du 27 au 28 août 1983, avec Butera comme directeur de course assisté par Chlouber et Merilee Maupin.
En 2001, les organisateurs créèrent le Leadville Trail 100 Legacy, une organisation à but non lucratif ayant pour promouvoir le bien-être des habitants du comté de Lake. En 2010, Chlouber vendit l'organisation Leadville Trail et ses événements associés à Life Time Fitness.

L'édition 2020 est annulée en raison de la pandémie de Covid-19.

Leadville est l'une des quatre courses de 100 milles (160,9344 km)  aux États-Unis qui composent le « Western Slam »: le Leadville 100, le Western States 100 dans le nord de la Californie, le Wasatch Front 100 dans l'Utah et l'Angeles Crest 100 dans le sud de la Californie . Leadville fait également partie du Grand Slam of Ultrarunning (le Western States 100, Leadville et le Wasatch Front 100, le Vermont 100, qui a remplacé l'Old Dominion 100) et une partie facultative du Rocky Mountain Slam ( Hardrock 100 plus trois des quatre autres courses dans les montagnes Rocheuses : Leadville, le Bear 100, le Bighorn 100 et le Wasatch Front 100 ).
Leadville est également l'un des événements valables pour se qualifier au Western States 100 .
Contrairement à de nombreuses autres courses de 100 milles, Leadville n'a pas de standards de qualification. L'entrée peut être obtenue par le biais d'une loterie, via des courses de qualification, grâce à des dons, en s'inscrivant au coaching et/ou au Leadville Run Camp, ou en tant que membre de Life Time Fitness.
Leadville a été le lieu des débuts des coureurs du peuple Tarahumara du Mexique aux USA lorsqu'en 1992, les Tarahumaras ont commencé à courir en dehors de leur région natale. Le guide de nature Rick Fisher et l'ultra-marathonien Kitty Williams en ont amené quelques-uns à Leadville. Cependant, l’expérience fut un échec. Les problèmes venaient d'une méconnaissance du terrain et des coutumes du Nord. Les Indiens se tenaient aux postes de ravitaillement, attendant qu'on leur offre de la nourriture. Ils tenaient leurs lampes de poche vers le ciel, ignorant que ces « torches » devaient être pointées vers l'avant pour éclairer le sentier devant eux. Les cinq Tarahumara ont tous abandonné avant la mi-parcours.
Les équipes Tarahumara sont revenues et ont remporté l'événement en 1993 et 1994.
En 1993, Victoriano Churro, coureur Tarahumara âgé de 52 ans, est arrivé premier, suivi de son coéquipier Cerrildo, âgé de 41 ans, en deuxième position. En 1994, une équipe Tarahumara composée de cinq hommes a affronté Ann Trason dans une course très médiatisée dans la communauté de l'ultramarathon. Juan Herrera, coureur Tarahumara alors âgé de 25 ans, a gagné avec un temps record de 17:30. Ce record a tenu 8 ans jusqu'à ce qu'il soit battu par Chad Ricklefs en 2002 (17:23).
Depuis, ce temps a été battu par Paul DeWitt en 2004, puis à nouveau par Matt Carpenter en 2005, et enfin par David Roche en 2024.

### Finishers notables
Le vainqueur de la première édition en 1983 était Skip Hamilton d'Aspen, CO., avec un temps de 20:11:18
David Roche est l'actuel détenteur du record pour le parcours de la Leadville Trail 100 Race, son temps de 15 heures, 26 minutes et 34 secondes établi en 2024 battant le record détenu auparavant par Matt Carpenter pendant 19 ans.
Ann Trason détient le record féminin, 18:06:24, qu'elle a établi en 1994. Trason est largement reconnue comme l'une des plus grandes ultra-marathoniennes de tous les temps.

Charles Williams détient le record de l'homme le plus âgé à avoir jamais terminé la course, 70 ans en 1999. Il a été présenté dans le numéro d'août 1999 du magazine GQ, qui comparait son entraînement pour la course à celui d'un joueur de football professionnel.
Bill Finkbeiner est devenu la première personne à recevoir la «Leadville 2000-Mile Buckle» en 2003, pour avoir fini la course vingt fois. Finkbeiner a un total de 30 arrivées consécutives, à partir de 1984.
En 2014, Kirk Apt a terminé son 20e Leadville 100.
En 2019, Eric Pence a terminé son 25e Leadville 100, devenant ainsi la troisième personne à avoir fini la course 25 fois ou plus, après Finkbeiner et Garry Curry.

## Palmarès
| Édition | Date                                                 | Hommes | Hommes                         | Hommes           | Femmes | Femmes                        | Femmes           |
| ------- | ---------------------------------------------------- | ------ | ------------------------------ | ---------------- | ------ | ----------------------------- | ---------------- |
|         |                                                      | Rang   | Athlète                        | Temps            | Rang   | Athlète                       | Temps            |
| 1re     | 20-21 août 1983                                      | 1er    | Skip Hamilton                  | 20 h 11 min 18 s | —      | —                             | —                |
| 2e      | 18-19 août 1984                                      | 1er    | Skip Hamilton — 2e victoire    | 18 h 43 min 50 s | 10e    | Theresa Gerber                | 28 h 17 min 41 s |
| 3e      | 17-18 août 1985                                      | 1er    | Jim Howard                     | 19 h 15 min 57 s | 11e    | Marge Hickman                 | 26 h 57 min 50 s |
| 4e      | 16-17 août 1986                                      | 1er    | Skip Hamilton — 3e victoire    | 19 h 26 min 09 s | 5e     | Maureen Garty                 | 22 h 45 min 01 s |
| 5e      | 22-23 août 1987                                      | 1er    | Skip Hamilton — 4e victoire    | 18 h 44 min 55 s | 23e    | Randi Bromka                  | 24 h 12 min 57 s |
| 6e      | 20-21 août 1988                                      | 1er    | Richard Spady                  | 18 h 04 min 03 s | 7e     | Ann Trason                    | 21 h 40 min 26 s |
| 7e      | 19-20 août 1989                                      | 1er    | Sean Crom                      | 18 h 56 min 40 s | 5e     | Kathy D'Onofrio-Wood          | 20 h 50 min 41 s |
| 8e      | 18-19 août 1990                                      | 1er    | Jim O'Brien                    | 17 h 55 min 57 s | 3e     | Ann Trason — 2e victoire      | 20 h 38 min 51 s |
| 9e      | 17-18 août 1991                                      | 1er    | Stephen Mahieu                 | 19 h 38 min 04 s | 7e     | Alice Thurau                  | 22 h 10 min 35 s |
| 10e     | 22-23 août 1992                                      | 1er    | Richard Spady — 2e victoire    | 19 h 51 min 10 s | 18e    | Theresa Daus-Weber            | 23 h 37 min 23 s |
| 11e     | 21-22 août 1993                                      | 1er    | Victoriano Churro              | 20 h 03 min 33 s | 4e     | Christine Gibbons             | 20 h 55 min 59 s |
| 12e     | 20-21 août 1994                                      | 1er    | Juan Herrera                   | 17 h 30 min 42 s | 2e     | Ann Trason — 3e victoire      | 18 h 06 min 24 s |
| 13e     | 21-22 août 1995                                      | 1er    | Kirk Apt                       | 20 h 33 min 05 s | 5e     | Linda Lee                     | 22 h 59 min 01 s |
| 14e     | 24-25 août 1996                                      | 1er    | Steven Peterson                | 19 h 29 min 56 s | 14e    | Martha Swatt-Robison          | 23 h 30 min 11 s |
| 15e     | 16-17 août 1997                                      | 1er    | Steven Peterson — 2e victoire  | 18 h 10 min 45 s | 26e    | Julie Arter                   | 24 h 08 min 07 s |
| 16e     | 22-23 août 1998                                      | 1er    | Steven Peterson — 3e victoire  | 18 h 29 min 21 s | 9e     | Ann Trason — 4e victoire      | 20 h 58 min 32 s |
| 17e     | 21-22 août 1999                                      | 1er    | Steven Peterson — 4e victoire  | 18 h 47 min 31 s | 12e    | Amanda McIntosh               | 22 h 05 min 22 s |
| 18e     | 19-20 août 2000                                      | 1er    | Chad Ricklefs                  | 18 h 07 min 57 s | 8e     | Amanda McIntosh — 2e victoire | 22 h 16 min 17 s |
| 19e     | 18-19 août 2001                                      | 1er    | Steven Peterson — 5e victoire  | 17 h 40 min 53 s | 10e    | Janet Runyan                  | 21 h 47 min 44 s |
| 20e     | 17-18 août 2002                                      | 1er    | Chad Ricklefs — 2e victoire    | 17 h 23 min 18 s | 5e     | Anthea Schmid                 | 19 h 44 min 24 s |
| 21e     | 16-17 août 2003                                      | 1er    | Paul DeWitt                    | 17 h 58 min 45 s | 14e    | Valerie Caldwell              | 22 h 54 min 16 s |
| 22e     | 21-22 août 2004                                      | 1er    | Paul DeWitt — 2e victoire      | 17 h 16 min 19 s | 7e     | Anthea Schmid — 2e victoire   | 20 h 50 min 05 s |
| 23e     | 20-21 août 2005                                      | 1er    | Matt Carpenter                 | 15 h 42 min 59 s | 7e     | Nikki Kimball                 | 20 h 28 min 21 s |
| 24e     | 19-20 août 2006                                      | 1er    | Anton Krupicka                 | 17 h 01 min 56 s | 7e     | Diana Finkel                  | 20 h 43 min 19 s |
| 25e     | 18-19 août 2007                                      | 1er    | Anton Krupicka — 2e victoire   | 16 h 14 min 35 s | 19e    | Tammy Stone                   | 22 h 44 min 54 s |
| 26e     | 16-17 août 2008                                      | 1er    | Duncan Callahan                | 18 h 02 min 39 s | 15e    | Helen Cospolich               | 23 h 21 min 53 s |
| 27e     | 22-23 août 2009                                      | 1er    | Timothy Parr                   | 17 h 27 min 23 s | 15e    | Lynette Clemons               | 20 h 58 min 01 s |
| 28e     | 21-22 août 2010                                      | 1er    | Duncan Callahan — 2e victoire  | 17 h 43 min 25 s | 15e    | Elizabeth Howard              | 21 h 19 min 48 s |
| 29e     | 20-21 août 2011                                      | 1er    | Ryan Sandes                    | 16 h 46 min 54 s | 10e    | Lynette Clemons — 2e victoire | 19 h 59 min 06 s |
| 30e     | 18-19 août 2012                                      | 1er    | Thomas Lorblanchet             | 16 h 29 min 28 s | 8e     | Tina Lewis                    | 19 h 33 min 44 s |
| 31e     | 17-18 août 2013                                      | 1er    | Ian Sharman                    | 16 h 30 min 02 s | 16e    | Ashley Arnold                 | 20 h 25 min 42 s |
| 32e     | 16-17 août 2014                                      | 1er    | Rob Krar                       | 16 h 09 min 32 s | 8e     | Emma Roca                     | 19 h 38 min 04 s |
| 33e     | 22-23 août 2015                                      | 1er    | Ian Sharman — 2e victoire      | 16 h 33 min 54 s | 6e     | Elizabeth Howard              | 19 h 34 min 09 s |
| 34e     | 20-21 août 2016                                      | 1er    | Ian Sharman — 3e victoire      | 16 h 22 min 39 s | 5e     | Clare Gallagher               | 19 h 00 min 27 s |
| 35e     | 19-20 août 2017                                      | 1er    | Ian Sharman — 4e victoire      | 17 h 34 min 51 s | 13e    | Devon Yanko                   | 20 h 46 min 29 s |
| 36e     | 19-19 août 2018                                      | 1er    | Rob Krar — 2e victoire         | 15 h 51 min 57 s | 11e    | Katie Arnold                  | 19 h 53 min 40 s |
| 37e     | 17-18 août 2019                                      | 1er    | Ryan Smith                     | 16 h 33 min 24 s | 11e    | Magdalena Boulet              | 20 h 18 min 06 s |
|         | édition annulée en raison de la pandémie de Covid-19 |        |                                |                  |        |                               |                  |
| 38e     | 21-22 août 2021                                      | 1er    | Adrian MacDonald               | 16 h 18 min 19 s | 14e    | Annie Hughes                  | 21 h 06 min 58 s |
| 39e     | 20-21 août 2022                                      | 1er    | Adrian MacDonald — 2e victoire | 16 h 05 min 44 s | 12e    | Clare Gallagher — 2e victoire | 19 h 37 min 57 s |
| 40e     | 19-20 août 2023                                      | 1er    | JP Giblin                      | 17 h 07 min 25 s | 15e    | Jacquie Mannhard              | 21 h 24 min 55 s |
| 41e     | 17-18 août 2024                                      | 1er    | David Roche                    | 15 h 26 min 34 s | 9e     | Mary Denholm                  | 18 h 23 min 51 s |